# Observance thérapeutique
Pour les articles homonymes, voir Observance et Adhésion (homonymie).
L'observance  est l'adéquation entre le comportement du patient et le traitement proposé. Elle varie selon la pathologie, les contraintes du traitement, les facteurs psychosociaux, mais aussi selon la pertinence de la mise en place du suivi. Les premières études datent des années 1970, portant sur les patients souffrant d’hypertension, avant de concerner les enfants et adolescents, les adultes ou personnes âgées, les patients souffrant de maladies chroniques ou de troubles psychiatriques… 
Trois composantes peuvent être distinguées :
- l’adhésion au suivi médical : rigueur à assurer les rendez-vous, le contrôle du suivi ;
- l’adhésion aux règles hygiéno-diététiques ;
- l’adhésion au traitement médicamenteux, étudiée plus souvent.

Il existe de nombreux systèmes pour mesurer l'observance. Ceux-ci se focalisent principalement sur l'adhésion au suivi médical par des méthodes directes ou indirectes (questionnaires, prises de sang…).

## Définition de l'observance
L'observance est la correspondance existant entre le comportement d'une personne et les prescriptions concernant un traitement préventif ou curatif (médicament, changement des habitudes de vie, rendez-vous pour le suivi…). 
L’observance thérapeutique se définit comme les capacités du consultant, tant intellectuelles, psychologiques, physiques que sociales à se mobiliser pour améliorer sa santé et son mieux-être. Le sujet doit alors se positionner face aux prescriptions thérapeutiques afin de s’approprier au mieux la possibilité de se soigner. L'attention portée aux capacités du consultant par le soignant est nécessaire pour assurer l'observance thérapeutique.  
L'observance est un élément clé du succès d'une thérapie médicamenteuse ou non. Si la prise rigoureuse des médicaments n'est pas respectée, l'observance est mauvaise. Ceci peut faire échouer le traitement et mettre en danger la santé du patient. Le manque d'observance est retrouvé dans la plupart des maladies chroniques. Un rapport de l'OMS en 2003, indique qu'actuellement, en Europe, l’observance aux traitements n’atteindrait pas les 70 %. La mauvaise observance est donc un problème majeur de santé publique.
C’est principalement la persistance, la durée moyenne entre le commencement et la fin du traitement, du suivi du traitement qui se révèle problématique pour les traitements à longue durée.
Plusieurs niveaux de non-observance sont définis :
- les « prises groupées » où le patient simplifie le traitement par une prise moins fréquente (en deux fois plutôt que trois par exemple) ;
- les « oublis », plus ou moins fréquents sont peu quantifiables ;
- les arrêts « momentanés » décidés par le consultant et les arrêts définitifs seront les deux derniers niveaux et révèlent le manque de motivation du patient à traiter sa pathologie.

À l'opposé, la pensée magique envers un médicament : c'est l'inverse de l'observance médicamenteuse. Elle s'accompagne d'une inobservance pour les règles hygio diététiques. Elle consiste à considérer un problème médical uniquement sous le point de vue du médicament en négligeant tout changement d'environnement ou toute règle hygiéno-diététique. Par exemple, essayer de diminuer son taux de LDL cholestérol en prenant une statine sans modifier son alimentation ou sans augmenter son activité physique.
Il apparaît aujourd'hui que ces « repos thérapeutiques » sont bien souvent intentionnels permettant au sujet d’oublier momentanément la maladie. L’hypothèse est faite que ces repos permettent de pérenniser le traitement.

### Facteurs déterminants de l'observance
L’OMS a défini cinq dimensions regroupant des facteurs pouvant influencer l’observance :
- les facteurs socio économiques : statut socio‐économique du patient, représentation ethnique ou culturelle de la maladie ou du traitement pouvant créer un conflit interne chez le patient, contradictions entre priorités personnelles et traitement ;
- les facteurs liés au système de soins : relations patient/soignant, accessibilité et pertinence de l'offre de soins, remboursements ;
- les facteurs liés au patient : connaissances techniques de la maladie, motivation, capacité à modifier ses comportements, compréhension des instructions, perception des effets du traitement (+ ou -), crainte d'être dépendant, perception des risques ou déni de la maladie, attentes vis-à-vis du suivi ;
- les facteurs liés à la maladie : durée de la maladie, gravité des symptômes, invalidité, évolution des symptômes ;
- les facteurs liés au traitement : effets secondaires, complexité du traitement, délai d'action, commodités, durée du traitement.

### Conséquences de la non-observance
Pour l'Organisation mondiale de la santé (OMS), la mauvaise observance touche toutes les pathologies chroniques et surtout, la mauvaise observance touche les pathologies mettant en jeu le pronostic vital (immunosuppresseur et greffe rénale, cancer, sida). En effet, l'aggravation de la pathologie voire la mort du patient peuvent être des conséquences de la non-observance.
Dans des maladies comme la tuberculose ou le SIDA, elle est souvent la cause d’échecs thérapeutiques, de rechutes et même d'aggravation, pouvant augmenter la résistance du virus. 
Il existe aussi des conséquences économiques. Ce phénomène peut avoir des effets sur le prolongement de la durée de la maladie, l’augmentation des arrêts de travail, l’augmentation des rendez-vous avec les professionnels de la santé mais aussi sur l’augmentation de la durée d’hospitalisation.

### Mesures à prendre
Pour améliorer l'observance, de nombreuses recherches se sont focalisées sur les conditions de prise médicamenteuse et sur la relation médecin-patient. 
Des techniques d'évaluations ont été créées pour aider à évaluer et mieux cibler les facteurs psycho-sociaux déterminants pour une bonne observance.
Il existe deux manières d’évaluer celle-ci, la manière directe et la manière indirecte. L’une directe qui passe par le contrôle du dosage des prises médicamenteuses par la mesure de l’évolution de la pathologie indiquant les effets du traitement ou par la présence des substances médicamenteuses dans l’organisme. Cependant, la fiabilité reste limitée (variabilité des métabolismes entre les individus) et le ressenti émotionnel de ce contrôle par le patient peut être intrusif et désagréable. 
Elle peut aussi être évaluée de manière indirecte par l’observation du comportement du consultant. Que ce soit par entretien, par questionnaire, par observation d’un pilulier électronique ou d'un pilulier connecte, par le nombre de rendez-vous manqués… Toutes ces méthodes restent le plus souvent utilisées puisqu'elles sont appliquées plus facilement.

### Recherches récentes
Pour mieux comprendre l'évolution de la médecine quant aux comportements et aux attentes entre le médecin et son patient, Assal s’appuie sur l’évolution du traitement du diabète sucré. Il reprend en quatre étapes les changements de la médecine pour les suivis à long terme :
- en 1921 : première découverte techniques avec l'insuline permettant la gestion de la maladie par une correction métabolique ;
- c'est ensuite la découverte et la mise en place de traitement antibiotique évitant les infections pouvant être mortelles ;
- en 1972 : la pédagogie prend une grande importance dans la gestion du suivi de cette maladie chronique ;
- en 1993 : l’étude décrite par l'article Diabete Complications Control Trial (DCCT)[13] a pu mettre en évidence et souligner de manière importante que l’accompagnement psychosocial des patients est reconnu comme complémentaire et nécessaire à l’accompagnement des patients au long cours. Cet accompagnement se faisait alors dans l'écoute et la compréhension des difficultés du patient face aux contraintes du traitement. L'observance était alors meilleure avec le soutien et l'écoute d'une équipe organisée autour du patient.

L'importance de l'environnement social du patient était alors mise en avant dans l'amélioration du suivi et de l'observance thérapeutique. L'éducation thérapeutique du patient est aujourd'hui un enjeu important dans la prise en charge des maladies chroniques.

### Terminologie
Jusqu'au début des années 1970, le concept de compliance est le plus souvent utilisé dans la littérature relative au suivi thérapeutique. La compliance, terme anglais, renvoie à la position passive du consultant. Celui-ci doit « se soumettre » à la prescription du médecin.
À partir des années 1980, le terme d'observance apparaît. Cette nouvelle approche permet de distinguer des différences de comportement selon les patients, ainsi que des différences selon la durée des traitements. L'observance fait à la fois référence au comportement du soigné et à ses attitudes, prenant ainsi appui sur ses croyances quant au soin.  
Dans les années 1990, l’adhésion thérapeutique est définie comme une attitude résultant d’une intériorisation et d’une approbation réfléchie du patient au traitement thérapeutique. Ce concept renvoie à l'importance de la dynamique subjective du soigné. Ce terme est utilisé afin de rendre plus actif le patient dans l'accord établi entre le médecin et son patient quant au suivi.

### Cadre thérapeutique
La relation médecin-soigné se noue sur des représentations sociales particulières. Les attitudes et comportements dans la relation thérapeutique sont teintés par ces représentations sociales. Le statut professionnel du médecin est marqué par différentes autorités :
- l'autorité du savoir (compétences scientifiques du médecin) ;
- l'autorité morale (comportement bienveillant envers le patient) ;
- l'autorité charismatique (possibilité décisionnelle malgré des connaissances médicales insuffisantes dans certains cas).

Le cadre thérapeutique actuel permet ainsi de déceler cinq modes relationnels différents portés par la société :
- une relation basée sur les compétences techniques, où l'individu est perçu selon sa pathologie et minimisant la dimension psychologique et individuelle du patient ;
- une relation basée sur un principe autoritaire où seul le médecin a les compétences pour être responsable du choix du traitement ;
- une relation thérapeutique basée sur un consensus.Un accord se créé entre le patient et le médecin permettant au patient de donner son avis sur les aspects liés à sa vie sans être totalement soumis au pouvoir médical ;
- une relation où le médecin est un outil pour œuvrer pour la guérison et où la relation reste spécifique à cet objectif ;
- une alliance qui considère la relation thérapeutique comme une relation basée sur les compétences mais aussi sur l'impact de la relation humaine entre une personne en demande d'aide et une autre qui s'engage moralement, éthiquement dans ce soutien quelles que soient les réponses scientifiques à la pathologie.

Ce dernier modèle vient ainsi répondre à la notion d'observance thérapeutique précédemment définie.

### Non-observance: comportement non verbal
La non-observance aurait une fonction communicative. Celle-ci est définie comme un conflit interne du patient cherchant à récupérer son autonomie. En effet, son sentiment d’autonomie risque de pâtir à l’annonce de la maladie. Il doit alors accepter le diagnostic et le traitement proposé par le médecin. L'exemple des maladies chroniques met en évidence une observance où le patient doit changer son comportement immédiat (souvent dans la privation) afin de répondre favorablement à la proposition du thérapeute l'orientant vers un mieux-être ou une stabilisation qui ne trouve un effet que dans le long terme. La non-observance peut être comprise comme une manifestation de la non approbation du patient. 
Une étude sur les personnes hypertendues décrit l’importance d’une réinterprétation du traitement par les consultants. Elle met en évidence un conflit, porté par les soignants, trouvant son origine dans une idéologie médicale façonnée par une volonté d’action, un ressenti d’utilitarisme, de bienveillance et de responsabilité et des valeurs sociales d’autonomie amenant les patients a maîtriser leur traitement. 
Une Charte européenne des droits du patient a été rédigée en 2002 résultant d'une enquête dans 21 pays d'Europe organisée par Active Citizenship Network (ACN) et d’autres organisations européennes.
Celle-ci s'appuyant sur les droits fondamentaux de l'UE et les droits universels de l'homme énonce quatorze droits aux patients, deux sont principalement liés à l'observance thérapeutique tels que le droit à l'information et le droit à la liberté de choix.
En France, depuis le 4 mars 2002, une loi permet au patient de refuser un traitement. Le thérapeute doit respecter le choix et l’autonomie de celui-ci.

## Évaluation de l'observance

### Volets et définition opérationnelle
La mesure de l'observance peut impliquer plusieurs volets : si le patient se procure le médicament prescrit, si celui-ci prend son médicament comme recommandé quant à la dose, l'horaire des prises, le mode d'administration, les précautions et si celui-ci cesse prématurément la prise de son (ou ses) médicaments (notion de non-persistance). Si l'observance d'un patient doit être mesurée de façon pratique et opérationnelle, il faut au préalable répondre à quelques questions concernant la/les situation(s) d'inobservance et à partir de quel écart est observée l'inobservance. Il existe un grand continuum entre l'inobservance totale et l'observance parfaite avec de nombreux types d'erreurs qui peuvent entrer en compte.
Une définition d'inobservance telle qu'utilisée au Québec par plusieurs pharmaciens est celle-ci : acquisition par le patient de ±20 % des doses telle qu'établie par une prescription sur une période minimale de 90 jours. Par contre, il n'existe aucun consensus autour d'une définition unique. C'est normal, lorsqu'à ce jour, il n'existe aucune méthode fiable de mesure de l'observance hormis les nouvelles méthodes électroniques qui sont encore très confidentielles.

### Épidémiologie
Aux États-Unis, entre 20 et 30 % des prescriptions ne sont jamais retirées en pharmacies. Le ratio de prescription médicamenteuse (medication prescription ratio ou MPR) désigne ainsi, la différence entre ce qui est prescrit au patient et ce qu'il récupère à la pharmacie. Il existe de nombreuses explications à cela : le coût des traitements, le doute sur l'utilité du traitement, des préférences pour des mesures de santé prise de manière autonome autres que les médicaments. Le manque de caractère pratique, les effets indésirables et le manque d'effets bénéfiques démontrés sont aussi des facteurs d'une situation complexe.

### Méthodes de mesure

#### Interrogatoire

##### Questionnaire de Morisky
- Vous arrive-t-il d'oublier de prendre votre médicament ?
- Êtes-vous quelquefois négligent dans la prise de votre médicament ?
- Lorsque vous vous sentez mieux, vous arrive-t-il de cesser de prendre votre médicament ?
- Si vous vous sentez moins bien quand vous prenez votre médicament, vous arrive-t-il de cesser de le prendre
- Questionnaire de Girerd

#### Autres techniques

##### Blister dit«intelligent»
L'emballage (en anglais blister) dit « intelligent » enregistre la date et l'heure exacte chaque fois que le patient expulse un comprimé du blister, grâce à une puce de type RFid qui enregistre chaque rupture de micro-contact à l'ouverture d'une alvéole. Cette méthode électronique de mesure de l'observance est déjà utilisée en recherche clinique pour authentifier les prises médicamenteuses et valider le bon respect des protocoles de recherche. Le pilulier connecté Imedipac de la société Medissimo permet de connaître en temps réel la prise ou l'erreur de prise des médicaments et donc d'alerter l'aidant si le patient l'a demandé.
L'avenir de cette méthode va au-delà de la recherche clinique car la généralisation de l'emballage dit « intelligent »  devrait permettre à tout clinicien de connaître le niveau exact d'observance de sa prescription. Cela peut être crucial pour certains traitements (dont le paradigme est représenté par le traitement anticoagulant) où la dose efficace est proche de la dose toxique. Cela peut être très important aussi pour tous les traitements chroniques tels que les immunosuppresseurs, les anti-cancéreux par voie orale, les antihypertenseurs, les antidépresseurs.

##### Dénombrement des doses restantes (pill-count)
Peu coûteux, facile bien que peu pratique, ne renseigne pas sur le moment de la prise, manipulation possible.

##### Contenants spéciaux
Ils permettent d'informer sur le moment des prises, mais sont coûteux, et des manipulations sont possibles.

##### Marqueurs biologiques
Méthode objective, pas toujours facile à interpréter, invasive, difficile pour le patient, coûteuse et qui n'est pas possible pour tous les médicaments.

##### Analyses des renouvellements d'ordonnance et présentation consultation
Méthode discrète, manipulation par le patient difficile, peu coûteux, accessible au pharmacien, ne renseigne pas sur le moment de la prise, nécessite une fidélité à la pharmacie ou à l'assureur et nécessite un traitement médicamenteux chronique renouvelable. Cette méthode est la plus utilisée.

## Modèles explicatifs de l'observance
Il existe plusieurs modèles pour expliquer l’observance thérapeutique. Fischer et Tarquinio ont sélectionné trois modèles « les plus représentatifs : le modèle de la compliance en santé, le modèle systémique de soins préventifs et le modèle de prédiction des comportements de santé ». 

### Modèle de compliance en santé (HCM)
Le  Health compliance Model se focalise principalement sur les attentes, les ressentis et le vécu du patient face au suivi thérapeutique dans sa globalité. Ce modèle permet de prendre en considération principalement l'impact du traitement médicamenteux dans sa durée. En effet, les attitudes et comportements du patients peuvent évoluer différemment entre les attentes imaginées avant le traitement et les effets du suivi thérapeutique sur le sujet. 
| Déterminants                    | Descriptif | Conséquences |
| ------------------------------- | --- | --- |
| Antécédents situationnels       | . modalités du traitement . modalité du suivi . soutien de l'environnement social . instructions . relation médecin-patient | |
| Facteurs individuels subjectifs | . perceptions et intentions . croyances et attitudes . personnalité                                                         | . renforcement bénéfique . renforcement coûteux → déterminants qui améliorent ou fragilisent l'observance thérapeutique |
| Compliance                      | . observance thérapeutique                                                                                                  | . renforcement bénéfique . renforcement coûteux → effets qui améliorent ou fragilisent l'observance thérapeutique       |

### Modèle systémique de soins préventifs (MSSP)
Le modèle systémique de soins préventifs (MSSP) est un modèle intégratif récent qui s’inspire de deux autres modèles, le premier de Bandura (auto-efficacité), 77 et le second de  Fishbein et Ajzen (TAR) 75. Ce modèle très généraliste ne précise pas la prédominance de ces facteurs en fonction de la pathologie du patient. 
Voici un tableau nous donnant une vue d’ensemble des facteurs proposés par ce modèle. 
| Facteurs             | Consultant | Thérapeute |
| -------------------- | --- | --- |
| Prédisposants        | . Données sociodémographiques (sexe, âge, profession…) . Croyances et attitudes du sujet                                                   | . Données sociodémographiques (sexe, âge, profession…) . Croyances et attitudes du sujet                                                              |
| Capacitants          | . ressources et capacités en rapport à l'observance . connaissances . déterminants physiologiques ou logistiques                           | . compétences techniques : en éducation thérapeutique, spécialité professionnelle, en diagnostic... possibilités logistiques (personnes, matérielles) |
| Renforçants          | . soutien de l'entourage . bénéfices objectivables du traitement                                                                           | . bénéfices objectivables du traitement . satisfaction du consultant ou des autres professionnels concernés par le suivi thérapeutique                |
| Organisationnels     | accessibilité aux soins et aux structures permettant une bonne mise en place du suivi thérapeutique complet                                | accessibilité aux soins et aux structures permettant une bonne mise en place du suivi thérapeutique complet                                           |
| Liés au comportement | permettant l'efficacité de l'observance perçue, ils doivent s'adapter aux effets secondaires et aux désagréments possibles chez le patient | permettant l'efficacité de l'observance perçue, ils doivent s'adapter aux effets secondaires et aux désagréments possibles chez le patient            |
| situationnels        | Facteurs situationnels internes : symptômes ou externes : intervention d'autrui (média, autres patients, rappel par le médecin...)         | Facteurs situationnels internes : symptômes ou externes : intervention d'autrui (média, autres patients, rappel par le médecin...)                    |

### Modèle de prédiction des comportements de santé (MPCS)
Le MPCS est un modèle intégratif entre une approche axée sur les croyances de santé et une autre sur la théorie d'apprentissage social. Selon ce modèle, cinq facteurs influencent l'observance. Ce modèle met en avant la prépondérance de l'ancrage psychosocial (la culture, les normes...) venant colorer les attitudes et les comportements de santé. 
| Déterminants                                           | Descriptif |
| ------------------------------------------------------ | --- |
| Les facteurs de modification                           | .variables socio-démographiques (âge, sexe...) .variables interpersonnelles (soutien de l'environnement social, représentation sociale du soin, de la maladie par le groupe social de référence...)                                                    |
| Les perceptions individuelles                          | .relatives à la santé, à la maladie .relatives au traitement ou au comportement lié à la santé (bénéfices, coût...) .le lieu de contrôle de la maladie (interne ou externe) .représentation de la gravité de la maladie, de l'importance des symptômes |
| La perception des obstacles aux comportements de santé | .relatives aux priorités du patient .confrontation pour le patient entre le suivi proposé et son style de vie |
| Les signaux d'action                                   | .indicateurs internes (symptômes, fatigue...) .indicateurs externes (rappel des proches, des médias...) |
| La probabilité d'adoption des comportements de santé   | .elle découle d'un ajustement entre les signaux d'action, la perception des obstacles et les perceptions individuelles. Elle donnera la motivation au sujet à adhérer plus ou moins au traitement                                                      |

### En résumé
Le HCM reste principalement centré et limité sur l'observance du suivi médical. Son apporche est néanmoins très intéressante pour évaluer les conséquences de l'observance sur les comportements et les attitudes du sujet. Comment celle-ci influence le patient ? Les effets de l'observance apportent-ils une motivation favorisant l'observance ou au contraire le manque d'effet entache-t-il la motivation du sujet à se contraindre au traitement ? « Une telle approche montre le caractère dynamique du processus de compliance et permet de prendre en compte le facteur temps et ses effets […]. »
Les critiques du MSSP restent majoritairement positives quant à la quantité de facteurs pris en compte pour évaluer l’observance. Ils pointent néanmoins certaines limites notamment parce qu'il « reste un modèle trop générique et donc incapable de préciser le rôle des facteurs selon le type de maladie ». Ils relèvent ainsi le manque d’intérêt pour l’entourage et les différents intervenants dans le suivi du traitement thérapeutique. 
Le modèle de prédiction des comportements de santé (MPCS) insiste sur d’autres éléments constitutifs de l’observance thérapeutique. 
Il a une approche plus écologiste s'orientant sur l’ancrage psychosocial du consultant. Interrogeant alors comment l’idéologie, la culture avec ses normes, le milieu social peuvent influer sur le comportement du patient et de son entourage.

### Déterminants psychosociaux
En reprenant ces différents modèles, de nombreuses études ont abordé les trois domaines explicités dans cette partie. 

#### Caractéristiques des patients
Au niveau du statut social, très peu d’études notent des différences. Certaines montrent un impact sur l’observance qui serait lié à l’âge et d'autres montrent une plus grande importance chez les sujets en couple plutôt que célibataires. Elle ne semble néanmoins ni être liée au sexe, ni au niveau socioéducatif.
- Les ressources internes du patient :

La question des croyances et attitudes a été fortement investie puisque très vaste. Ainsi, deux principes de base nourrissent le consultant : le désir de se soigner et les croyances du sujet au sujet du soin.
Dans un premier temps, les apports de G. Reach en 2006 s'intéressent à la motivation du sujet. Il considère les connaissances et les compétences comme des outils nécessaires mais non suffisants pour permettre au consultant d’assumer son traitement. Il insiste sur les émotions comme éléments indispensables à la mise en place du traitement et décrit la peur comme pouvant être nécessaire pour le consultant afin de se mobiliser pour commencer un traitement.
Les comportements des consultants sont influencés par leur propre croyance en leur capacité de changement.
Le contrôle perçu est une croyance de l’individu en ses possibilités d’agir sur l’environnement afin de transformer des expériences négatives en expériences positives. Le contrôle perçu serait ainsi aussi important que le contrôle réel. L’étude sur des patients ayant subi une angioplastie coronarienne révèle une corrélation positive entre le sentiment de contrôle et la moindre importance de troubles cardiaques.
Au contraire, le manque de pouvoir perçu au niveau social vécu par les personnes à revenus faibles, vivant dans la précarité ou subissant des discriminations non reconnues publiquement, les confronte à une difficulté quant au renforcement de l’autonomie et à leur capacité d'agir.
La perception d’autoefficacité est aussi une croyance en ses capacités à obtenir les résultats voulus par ses propres actions. De nombreuses études ont établi  un lien entre observance et sentiment d’efficacité, par exemple dans le domaine des comportements liés au tabac ou sur l’observance médicamenteuse.
Cette perception permet de mieux comprendre le lieu de contrôle du sujet. En effet, il existe un modèle « du lieu de contrôle » différent en fonction des sujets. Il décrit deux styles de contrôle pour le patient. Un contrôle externe laissant le sujet tributaire de son environnement et un contrôle interne où le sujet se sent acteur de la situation, cherchant alors les informations pour mieux appréhender son traitement. Ces derniers auraient une plus grande observance thérapeutique.
- Les croyances quant au traitement.

L’étude de Rode menée auprès d’une population en précarité montre que leurs croyances quant au soin peuvent être en réel désaccord avec la conception biomédicale du médecin. Il cite un exemple où le patient préfère « renforcer ses défenses immunitaires » en pratiquant une activité sportive pour se soigner que de suivre une prescription. L'évaluation des symptômes, par le médecin, en fonction du contexte culturel du patient est un atout important à l'observance thérapeutique. Il doit ensuite trouver un traitement en accord avec les demandes du patient sans négliger l'entourage. 
De plus, les croyances quant aux médicaments sont nombreuses et peuvent avoir un réel impact sur l’observance. La représentation du « médicament-poison » met en évidence l’ambivalence ressentie par certains consultants passant des effets positifs de l’efficacité de la science aux effets négatifs de celle-ci tels les effets secondaires ou la dépendance… ou même aux représentations d'un produit chimique mettant à mal l’équilibre naturel de l’homme.
Le modèle de prédiction des comportements de santé (MPCS) insiste particulièrement sur une vision plus psychosociale de l’individu. Le groupe avec ses normes, ses convictions, sa culture vient façonner le comportement de santé du sujet. 
La qualité de la relation soignant/soigné permet de comprendre et d’observer les éléments afin d’appréhender la représentation du traitement, les croyances associées à celui-ci (médicament, prévention…). Par exemple, la prise d’antidépresseur peut-elle générer un conflit interne pour le patient et mettre à mal la psychothérapie commencée ? Ceci est fréquent chez les toxicomanes, laissant les usagers se représenter le traitement de substitution comme une nouvelle dépendance à un produit. Cette représentation est alors souvent vécue comme un obstacle majeur à l’observance.

#### Caractéristiques du soignant
- Les ressources du soignant :

La formation et la spécialisation des médecins peuvent ainsi être interrogées. Le travail de la « médecine aiguë » se différencie nettement de la « médecine chronique ». Les médecins seraient principalement bien formés à la médecine aigüe, signifiant à contrario que celle-ci n’est pas adaptée aux douleurs chroniques. Le soignant passe d’un rôle directif lors de la maladie aigüe à celui d’intervenant indirect laissant alors au soigné prendre en charge lui-même sa maladie. Ceci peut être une difficulté que peut vivre le médecin face à sa propre responsabilité. 
Dans le suivi chronique, la carapace du médecin, lui permettant de réprimer ses émotions, ne peut être une possibilité puisque la relation d’accompagnement laisse une grande place à l’affectif. Pour certaines pathologies, le médecin n’a d’autres choix que de mobiliser différents savoirs afin de s’adapter au mieux à la demande et aux possibilités du soigné. Mais en plus d’avoir acquis des connaissances médicales lors de ses études, il doit être sensibilisé à une approche plus sociale et psychologique tout en étant capable d’adapter les actions éducatives au contexte du patient. 
Les données sociodémographiques et les croyances et attitudes sont tout aussi importantes chez le soignant. 
- Les croyances vis-à-vis du patient :

Le manque de compliance des patients peut être vécu comme un échec par le médecin dans l’instauration d’une relation médecin-patient. Reprenant les deux formes identitaires « médecins de famille et médecin expert », les croyances envers l’observance des patients est spécifique à chacun. 
Pour le médecin généraliste qui entretient une relation plus intime avec le patient, partageant bien souvent une certaine proximité et connaissance de la vie familiale, ceux-ci pensent connaître la réalité cachée des patients. Leur certitude d’être le « confident » n’est en aucun cas une position autoritaire mais « une recherche de confirmation de leur identité de médecin de famille ».
Pour le médecin expert, le sentiment d’échec est plus souvent expliqué par la mauvaise attitude du patient non compliant. Cette attitude alimente la relation asymétrique est néanmoins atténuée par certains médecins qui entendent l’importance du ressenti d’autonomie du patient ou même de l’importance du médecin à s’adapter au patient. 
Il existe des différences dans la proposition des traitements par les thérapeutes en fonction de l’appartenance à une minorité ethnique du consultant ou à sa situation sociale précaire. 
Une perception négative des médecins envers leur patient perçus alors comme moins riches et moins instruits est un élément  discriminatoire venant interférer sur la communication entre soignants et soignés. Ce préjugé est aussi en lien avec la perception que les personnes ayant un statut socio-économique plus faible sont perçues plus négativement par les médecins que les autres patients.
- Les croyances envers le traitement et le suivi :

En psychiatrie, les résultats d’un thérapeute sont corrélés positivement à ses convictions quant à l’efficacité du traitement.
Dans le MSSP, les facteurs capacitants ont plus trait aux possibilités techniques, telles les connaissances liées à la pathologie, aux capacités d’adaptation physiques et psychologiques du consultants mais aussi logistiques et matérielles pouvant être proposées pour le suivi. 
Actuellement, les écrits sur l’observance laissent apparaître l’intérêt des médecins à se former pour être efficace dans la prévention et la sensibilisation à la prise du traitement. Avant les années 1990, environ 8 000 articles ont été publiés sur l’observance, la majorité anglo-saxons (le terme de compliance est l’anglicisme de l’observance) et 4 000 de plus avant 2007. Ceux-ci s’appuient sur différents domaines étudiant les comportements humains tels que la psychologie sociale, l’ethnologie, l’anthropologie… De nombreux outils sont ainsi proposés aux médecins pour une meilleure communication avec le soigné.

#### Interaction médecin-patient
Il existe trois conditions indispensables à l’observance du traitement en 2006, selon Bajcar :
1. La prescription doit avoir un sens pour le patient et pour sa compréhension de sa pathologie : quels sont les effets du traitement, les complications si celui-ci n’est pas suivi… ;
2. Des conseils clairs doivent être dispensés au consultant sur la gestion du traitement ;
3. L’efficacité du traitement doit être évaluée de manière régulière afin de soutenir la représentation positive du traitement mais aussi de gérer les effets secondaire de celui-ci. Ainsi, la notion du temps est une plus grande difficulté pour les pathologies chroniques. Nous avons déjà pu noter l’importance de la tolérance du thérapeute face aux différents moments d’acceptation de la maladie par le consultant. Ce temps nécessaire ne peut être quantifiable contrairement à la correction biologique.

- Donner du sens :

Le manque d’explication des médecins et de compréhension des patients serait un facteur entravant l’observance. Une étude[Laquelle ?] a révélé qu’environ 60 % des renseignements donnés par le médecin étaient compris par le patient, principalement le diagnostic et la catégorisation médicale. Les médecins sous-estiment ou se sentent en difficulté face à ce problème. Les statistiques montrent une observance diminuant de moitié lorsque la compréhension n’est  pas satisfaisante. L’insatisfaction générée par cette situation peut susciter un manque de confiance et un sentiment de suspicion à l’égard du soignant.
La confiance étant l’un des facteurs déterminants de l’observance, comment ne pas s’arrêter sur la transmission de l’information lorsque la langue est un obstacle. Il a été souligné l’importance d’un interprète comme respect des intérêts du consultant.
- La clarté du suivi :

En médecine générale, un lien significatif existe entre la connaissance des indications des médicaments par le patient et de la qualité de la relation entre le médecin et son patient sur l’observance thérapeutique. 
Ils ont aussi pu observer les attitudes les moins investies : l’explication des effets secondaires, la présentation de nouveaux traitements et l’aptitude à prodiguer des conseils de prévention.
- L'évaluation de l'efficacité du suivi :

Il est nécessaire que le soignant reste vigilant quant aux effets secondaires des médicaments. L’étude sur les malades prenant des antipsychotiques et ayant perçu une prise de poids significative met en évidence un mal être pour certains venant interférer sur l’observance pharmacologique. Ce n’est que par la suite qu’une évaluation de cette tolérance psychologique du traitement pourra se faire. 
On peut notamment se référer au Health belief model de Becker qui s’intéresse principalement à la perception du consultant en rapport aux avantages et aux inconvénients du traitement. Ce modèle insiste sur la pertinence d’une évaluation par les patients du traitement proposé en fonction de quatre facteurs: l’intérêt du patient pour la santé en général, l’acceptation de sa maladie (liée avec son sentiment de vulnérabilité à sa pathologie), son interprétation de la gravité de la maladie (facteur important dans l’observance thérapeutique) et son observation des effets du traitement (bénéfices/désagréments). 
La communication est d'autant plus importante lorsque la maladie est chronique. Comment garder le patient motivé lorsque l'objectif est
de « ne pas avoir de complication ». L’idée du manque de désir dans le suivi est associé à la proposition thérapeutique qui ne donne aucune satisfaction puisque c’est le non-changement qui est prôné. Il s’appuie sur la « théorie du choix intertemporel ». La motivation à atteindre l’objectif augmenterait en fonction du rapprochement temporel de celui-ci. On comprend alors la difficulté à tenir un régime diabétique sucré lorsque la satisfaction est immédiate et si tentante! 
Sa réponse est alors de proposer au sujet des « récompenses intermédiaires » lui permettant d’éprouver une satisfaction.
- Le lien de confiance aussi important pour le soignant que le soigné :

Le médecin doit être vigilant à obtenir la confiance du patient, c’est ainsi qu’il pourra en tirer une satisfaction renforçant son suivi. Quelle que soit l’identité du médecin, expert ou généraliste, la non-observance est perçue comme une perte de contrôle dans cette représentation de « guide » que le médecin a de son rôle. Celle-ci génère alors un sentiment de fatigue et d’inefficacité pour le soignant. 
En psychiatrie, il a pu être étudié l’effet du temps d’attente et du temps pris par le praticien en tant qu’influence sur l’observance thérapeutique. Ainsi, plus le temps d’attente était long, plus le temps passé en entretien était court et moins l’observance était adéquate. 
Face à ce comportement, les attitudes peuvent être à connotation négatives laissant le patient comme non compliant alors que d’autres lui octroient cet espace de liberté, comprenant les enjeux de cette non-observance.
L’inertie clinique est une difficulté des thérapeutes à intensifier les traitements dans certaines pathologies. Pour certains auteurs, comme Gérard Reach, l'inertie clinique laisse apparaître « le doute » du médecin que ce soit dans la remise en question du système ou la capacité du médecin à percevoir le patient réel et la relation médecin-patient et non le patient « moyen » des statistiques. Il ajoute l’importance des déterminants émotionnels (souvenir d’effets indésirables de traitements...) permettant d’ajuster rapidement des traitements. Il interroge alors l’inertie clinique comme une faute ou une pertinence du thérapeute.
Actuellement, la définition reste floue et variable en fonction des auteurs. Elle se focalise sur le médecin mais s’élargie actuellement à l’attitude des patients, à la situation (maladie, contexte…) et au système de soins. En balance avec l'observance, celle-ci serait nécessaire à l'ajustement relationnel.

#### Importance de l'environnement
- L'espace personnel :

Il peut exister une différence de socialisation entre le thérapeute et le consultant. En effet, ceux-ci n’ont pas les mêmes codes de communication générant ainsi des difficultés interactionnelles. L’enjeu pour le soignant est alors de s’intéresser aux particularités culturelles et au contexte environnemental et social du soigné. Cette approche permet une co-construction plus aisée du projet thérapeutique. Dans les situations sociales de pauvreté ou de précarité, il existe un fossé entre le soignant, lorsque celui-ci est issu de la bourgeoisie. Le soignant aurait un discours préventif le concernant lui et ses pairs, ayant une même éducation, plutôt qu’adapté aux conditions de vie du patient. Le langage professionnel porteur d’abstraction peut rester inaccessible au consultant non porteur de ces codes sociaux. Une étude s’est portée sur le lien entre les connaissances scientifiques et le style langagier.
Il est important que l’accompagnant s’enquiert de la position du groupe d’appartenance du sujet et de la famille vis-à-vis de la maladie et du traitement. Celle-ci a-t-elle connaissance de la maladie, quelle position et quel discours tient-elle face à la maladie et au traitement ? En effet, un malade du SIDA ne sera pas porteur de la même représentation sociale qu’un malade cardiaque quelle que soit la société.
De plus, le contexte social a un impact conséquent sur l’observance. En effet, l’observance pourra être différente en fonction du degré d’intégration sociale du sujet (SDF/cadre…). Rode constate pour les populations en situation précaire, un désinvestissement des soins de santé lorsqu'une instabilité se pose dans le quotidien pouvant alors créer des tensions dans le domaine professionnel ou familial. Ce n’est que lorsque la situation familiale ou financière s’améliore que les patients peuvent donner priorité à leur traitement. De plus, la plupart des études décrivent le soutien social comme un facteur important à l’observance surtout pour les personnes les plus démunies socialement. Celles-ci ne pouvant faire appel à leur environnement social.
- Les espaces de soins :

Par exemple, une étude sur une population toxicomane en situation précaire souligne l’importance d’un lieu spécifique pouvant symboliser un temps pour « prendre soin de soi » plutôt que le morcellement des différents professionnels de la santé (médical, social, psychologique…). Ce lieu regroupant différentes professions plutôt qu’une personne permet une plus grande adéquation entre le projet thérapeutique et les possibilités du consultant tout en  favorisant « le sentiment d’autodétermination ». En effet, le soigné cumule un travail à la fois individuel, lui laissant la possibilité de prendre ce qui lui est nécessaire en fonction de ses propres besoins, au rythme qu’il se donne. Il se confronte et apprend ainsi des expériences relationnelles afin de se positionner face aux autres. L’accent est mis sur « l’accompagnement à l’observance thérapeutique » par un soutien  social (réinsertion sociale : logement, lien sociaux, familiaux…). L’équipe pluridisciplinaire doit alors se concerter afin d’assumer une cohérence dans la dynamique thérapeutique du patient. Dans ces situations, les  professionnels sont souvent tiraillés entre observance pharmacologique permettant de prévenir des risques souvent mortels et l’acceptation de l’opposition à ce traitement.
Pour les behavioristes, il est nécessaire de privilégier la fréquence des entretiens motivationnels et de favoriser le lien social avec des groupes de pairs ou leurs proches. 
Les groupes de patients ont aussi une fonction informatives et réflexives permettant d’ajuster le traitement aux besoins du patients (Duncan et Roger, 1998) mettent l’accent sur ces échanges, les différences de points de vue face à la tolérance au traitement. En 1995, Frank et al insistent sur l’importance d’un dialogue, d’un soutien entre les patients étant à des stades différents mais aussi les professionnels afin de permettre une meilleure collaboration et un meilleur ajustement (Corrigan et al., 1990). En Australie le « buddy system » permet à un nouveau patient d’être accompagné par un ancien membre du groupe.

## Ouvrages
- (en) A. Bandura, Self-efficacy : The exercice of contrôle, New York : W.H. Freeman, 1997, 604 p.
- F. Bizouard et C. Jungers, Évaluation de la connaissance des indications des traitements chroniques en médecine générale et de la relation médecin malade : impact sur l'observance, Human health and pathology, 2014
- (en) L.H. Daltroy et J.N. Katz, Improving doctor-patient communication, Aribritis Care and Research, 1991
- C. Dubar, Socialisation.La construction des identités professionnelles et sociales, Paris, Armand Colin, 2002
- C. Haxaire et J. Brabant-Hamonic, Usage et compétences familiales en matière de psychotropes, comparaison entre zone rurale (bocage ouest-ornais et nord-mayennais) et zone urbaine, rapport MIRE, 1999
- Bernard Lahire, L’homme pluriel. Les ressorts de l’action, Paris, Nathan, coll. Essais & recherches, 1998, 271 p.
- N. Munzenberger et M. Souville, Approche psychosociale de l’observance thérapeutique et de l’adhérence aux essais cliniques chez les patients infectés par le VIH, Paris, ANRS, 1996
- Jérôme Palazzolo, Les Thérapies brèves : Actualités et perspectives des TCC, Mon Petit Éditeur, 2013
- Gérard Reach, Clinique de l'observance : l'exemple des diabètes, John Libbey eurotext, Formation, octobre 2006, 188 p. (ISBN 978-2-7420-0595-6 et 2-7420-0595-1, lire en ligne)
- Gérard Reach, L’inertie clinique, une critique de la raison médicale, Paris, éditions Springer, 2012, 160 p.

## Articles de recherche
- (en) Elster J., « Beyond microeconomics, conflict among interests in multiple self as a determinant of value », dans The multiple self, Cambridge, University Press, 1985, 145 p.
- J.P. Assal, « Traitement des maladies de longue durée : de la phase aiguë au stade de la chronicité : une autre gestion de la maladie, un autre processus de prise en charge », Encycl Méd Chir,‎ 1996, p. 13-30
- (en) J. Bajcar et D. Leslie, « Task analysis of patients medication-taking practice and the role of making sens, a grounded theory study », Res Social Adm Pharm, vol. 2, no 1,‎ 2006, p. 59-82
- (en) M. Balcou-Debussche, « Diabete Control and Complications Trail Research Group. The effet of intensive treatment of diabetes on the development and progression of long-term complications in insulin-dependent diabetes mellitus », N Engl J Med s, no 329,‎ 1993, p. 977-986
- (en) M. Balcou-Debussche et J. Foucaud, « Quelles compétences en éducation thérapeutique du patient ? Analyse de contenu du séminaire de Lille », Evolutions, no 16-novembre,‎ 2008
- Serge Moscovici, « La diffusion des connaissances scientifiques et techniques — Aspects psycho-sociaux », dans Introduction à la psychologie sociale, Paris, Larousse, 1972, 352 p.
- (en) M.H. Becker, « Patient adherence to prescribed therapies », Med Care, vol. 23,‎ 1985, p. 539-555
- (en) B. Blackwell, « Treatment adherence », Br J Psychiatry, vol. 129,‎ 1976, p. 513-531
- (en) A. Brink-Muinen, S.J. Williams et M. Calnan, « Doctor-patient communication », dans Different European health care systems : Relevance and performance from patients’ perspective, vol. 39, Patient Education and Counseling, 2000, chap. 1, p. 115-127
- (en) N. Britten, S.J. Williams et M. Calnan, « Lays views of drugs and medecines : orthodox an unorthodox accounts », dans Modern medecine : lay perspectives and experiences, Londres, University College London Press, 1996, p. 48-73
- (en) J.A. Cramer et A.-P. Roy, « Medication com¬pliance and persistence : terminology and definitions », Value Health, vol. 11,‎ 2008, p. 44-47
- (en) C.C. DiClemente et J.O. Prochaska, « Self-efficacy and the stages of self-change of smoking », Cognitive Therapy and Research, vol. 9,‎ 1985, p. 181-200
- (en) M.R. Di Matteo, « Enhancing patient adherence to medical recommendations », JAMA, vol. 271,‎ 1994, p. 79-83
- (en) C.C. DiClemente et J.R. McNamara, « Prediction of compliance with an over the counter acne medication », Journal of psychology, vol. 118,‎ 1984, p. 31-36
- (en) A.M. Epstein et J.Z. Ayanian, « Racial disparities in medical care », New England Journal of Medicine, vol. 344, no 19,‎ 2001, p. 1471-1472
- Chantal Eymard, « L’accompagnement à l’observance thérapeutique des personnes toxicomanes sous traitement de substitution en situation de précarité », Drogues, santé et société, vol. 6, no 2,‎ 2007, p. 153-184
- G.-N.. Fischer et C. Tarquinio, « L'observance thérapeutique », dans Les concepts fondamentaux de la psychologie de la santé, Paris, Dunod, 2006, p. 163-187
- C. Haixaire et A. Ehrenberg, « « C’était pas une drogue si vous voulez mais enfin ». Appropriation de la notion de dépendance et opportunité des psychotropes à travers l’étude des pharmacies familiales dans une région de basse-Normandie », dans drogues et médicaments psychotropes. Le trouble des frontières, Paris, Esprit, 1998, p. 171-208
- (en) E.M. Heiby et J.G. Carlson, « The Health Compliance Model », Journal of Compliance Health Care, vol. 1, no 2,‎ 1986, p. 135-152
- (en) V.S. Helgeson et H.L. Fritz, « Cognitive adaptation as a predictor of new coronary events after percutaneous transluminal coronary angioplasty », Psychosomatic Medecine, vol. 61,‎ 1999, p. 488-495
- (en) K.R. Jamison, « Lithium compliance in manic-depressive illness », dans Blackwell B ed. Treatment compliance and the therapeutic alliance, Amsterdam, Harwood Academic Publishers, 1997, p. 251-275
- (en) M. Kagawa-Singer et S. Kassim-Lakha, « A strategy to reduce cross-cultural miscommunication and increase the likelihood of improving health outcomes », Acad Medecine, vol. 78, no 6,‎ 2003, p. 577-87
- (en) J.P. Kirscht, « Perceptions of control and health behavior », Can J Behav Sci, vol. 4,‎ 1972, p. 225
- D. Leonard et J.L. Henil, « Non observance : ce que le généraliste peut faire. », Revue du Praticien Médecine générale, vol. 587,‎ 2002, p. 1429-1431
- (en) M. Matas et D. Staley, « A profile of the noncompliant patient: a thirty-month review of outpatient psychiatry referrals », Gen Hosp Psychiatry, vol. 14,‎ 1992, p. 124-130
- Bruchon-Schweitzer M. et Quintard B., « Croyances, attitudes et représentations sociales dans la prévention et la prise en charge de l'infection par le VIH », dans Personnalité et maladies, Paris, Dunod, 2001, 241-58 p.
- (en) E. Mutran et P.S. Reed, « Social support : Clarifying the construct with applications for minority populations », Journal of Mental Health and Aging, vol. 7, no 1,‎ 2001, p. 67-78
- Ginette Paquet, « Le système de santé: acteurs et culture », dans Santé et inégalités sociales. Un problème de distance culturelle, Quebec, Institut québécois de recherche sur la culture, 1989, 15 p. (lire en ligne), p. 77-106
- (en) R. Masi, L. Menash, & K. A. McLeod et M. Yoshida, « General Health Issues throughout the Life Span », dans Health and Cultures: Exploring the Relationships, Oakville, ON, Mosaic Press, 1993, p. 25-37
- (en) N.J. Pender, « A conceptual model for a preventive health behavior », Nursing Outlook, vol. 23, no 6,‎ 1972, p. 385-390
- (en) E. Mutran et P.S. Reed, « Social support : Clarifying the construct with applications for minority populations », Journal of Mental Health and Aging, vol. 7, no 1,‎ 2001, p. 67-78
- (en) L.S. Phillips et W.T. Branch, « Clinical inertia », Ann Intern Med, vol. 135,‎ 2001, p. 825-34
- G. Reach, « La non-observance thérapeutique, révélatrice d’un conflit entre deux principes éthiques », Sang, Thromboses, Vaisseaux, vol. 18,‎ 2006, p. 481-484
- A. Rode, « Le non-recours aux soins comme expression d'une non-utilisation des soins: sens et légitimité d'après les individus concernés », dans Le "non-recours" aux soins des populations précaires : constructions et réceptions des normes[Thèse de doctorat], Université de Grenoble, 2010, 506 p. (lire en ligne), p. 305-424
- (en) R. Rosenheck et S. Chang, « Medication continuation and compliance : a comparison of patients treated with clozapine and haloperidol », J Clin Psychiatry, vol. 61, no 5,‎ 2000, p. 382-386
- (en) Eduardo Sabaté, « Setting the scene », dans Adherence to Long-Term Therapies: Evidence for Action, Switzerland, World Health Organization, 2003, 211 p. (ISBN 92 4 154599 2, lire en ligne), p. 7-9
- (en) Eduardo Sabaté, « Improving adherence rates: guidance for countries », dans Adherence to Long-Term Therapies: Evidence for Action, Switzerland, World Health Organization, 2003, 211 p. (ISBN 92 4 154599 2, lire en ligne), p. 17-44
- A. Sarradon-Eck, « Le sens de l’observance. Ethnographie des pratiques médicamenteuses de personnes hypertendues », Sciences sociales et santé, vol. 25, nos 25-2,‎ 2007, p. 5-36
- (en) E.A. Skinner, « A guide to constructs of control », Journal of Experimental Psychology, vol. 71,‎ 1996, p. 549-570
- R. Salicrù, « Compliance ou adhésion? », Le Journal du Sida, vol. 101,‎ 1997, p. 18-20
- C. Tarquinio et G.-N. Fischer, « Therapeutic compliance methodologies in HIV-infections treatment: A comparative studiy », Swiss Journal of psychology, vol. 60, no 3,‎ 2001, p. 136-160
- C. Tarquinio et M.-P. Tarquinio, « L’observance thérapeutique : déterminants et modèles théoriques », Pratiques psychologiques, vol. 13, no 1,‎ 2007, p. 1-19
- (en) J.M. Walsch et S.J. McPhee, « A systems model of clinical preventive care: An analysis of factors influencing patient and physican », Journal of Health Education, vol. 19, no 2,‎ 2008, p. 157-175
- J. Favrod et P. Huguelet, « L'éducation au traitement neuroleptique peut-elle réduire les coûts ? Une évaluation pilote », L'Encephale, vol. 22, no 5,‎ 1996, p. 331-336
- (en) D.N. Kiortsis et P. Giral, « Factors associated with low compliance with lipid-lowering drugs in hyperlipidemic patients », Journal of Clinical Pharmacy and Therapeutics, vol. 25, no 6,‎ 2000, p. 445-451

### Autres
- Laurier C, Collin J. Notes de cours. PHM3635 Pharmacie, système et services de santé. Utilisation des médicaments : mesure et déterminants. Baccalauréat en pharmacie, Faculté de pharmacie, Université de Montréal, Québec, Canada.